# Dick Warlock
Dick Warlock né le 5 février 1940 est un acteur américain et cascadeur. 

## Biographie
Dick Warlock est surtout connu pour avoir joué Michael Myers dans Halloween 2 et il a été le cascadeur personnel de Kurt Russell, doublant ce dernier pour plus de 25 ans. Warlock a deux fils, Billy et Lance, et une fille Rhonda.
Warlock est également le propriétaire de l'un des masques de hockey d'origine utilisée dans la série Friday the 13th.

## Filmographie
- 1990 : Spontaneous Combustion de Tobe Hooper